# Siły Zbrojne Hiszpanii
Siły zbrojne Hiszpanii (hiszp. Fuerzas Armadas Españolas) – siły i środki wydzielone przez Królestwo Hiszpanii do zabezpieczenia własnych interesów i prowadzenia walki zbrojnej zarówno na ich terytorium oraz poza nim. Składają się z czterech rodzajów sił zbrojnych:
- sił lądowych,
- marynarki wojennej (w tym piechota morska)
- sił powietrznych.
- Guardia Civil (formacja wojskowa o charakterze policyjnym)

Według rankingu Global Firepower (2023) hiszpańskie siły zbrojne stanowią 21 siłę militarną na świecie, z rocznym budżetem na cele obronne w wysokości około 15,1 mld dolarów (USD).
Najwyższym dowódcą sił zbrojnych jest król, ale dowódcą operacyjnym jest szef sztabu (hiszpański: Jefe del Estado Mayor de la Defensa – w skrócie JEMAD), obecnie jest nim generał Fernando García Sánchez.
Liczba żołnierzy w czynnej służbie wynosi około 125 tys. żołnierzy oraz 15 tys. rezerwistów. Ponadto Guardia Civil i jednostki paramilitarne liczą ok. 76 tys. (2021).
Rząd hiszpański rozpoczął negocjacje w sprawie przyszłego hiszpańskiego czołgu w pierwszej połowie lat 90., który miałby zastąpić M60 Patton. Chociaż Niemcy zaoferowali Hiszpanii nadwyżki czołgów Leopard 1 i sprzęt radziecki włączony do niemieckiej armii po zjednoczeniu Niemiec, rząd hiszpański odrzucił te oferty i nalegał na Leoparda 2. W marcu 1994 roku Hiszpańskie ministerstwo stworzyło Programa Coraza 2000, który skupił się na zakupie i integracji nowego uzbrojenia do armii hiszpańskiej. Program obejmował zakup i integrację hiszpańskiej wersji niemieckiego czołgu Leopard 2 w wersji 2A6, czyli Leopard 2E. Produkcję Leopardów 2E przejęło hiszpańskie przedsiębiorstwo zbrojeniowe Santa Bárbara Sistemas. Produkcja odbywała się w latach 1998-2003, 60-70% składników było wyprodukowanych przez hiszpańskie firmy. Początkowo, Niemcy wypożyczyły 108 czołgów Leopard w wersji 2A4s do celów szkoleniowych na okres pięciu lat, jednakże rząd Hiszpanii zdecydował się wykupić te czołgi a produkcję Leoparda 2E ograniczyć do 219 pojazdów. Obecnie, Hiszpania posiada 327 czołgów Leopard 2, 108 Leopardów 2 w wersji 2A4 oraz 219 Leopardów 2E (oparte na wersji 2A6). Inne czołgi w armii hiszpańskiej: AMX-30 w wersji hiszpańskiej czyli AMX-30E zostały zastąpione przez 62 włoskie pojazdy B1 Centauro. Na wyposażeniu sił lądowych znajdują się również wyprodukowane w Hiszpanii transportery opancerzone VEC-M1 (135 szt.) oraz Pegaso BMR (nazywane również jako BMR-600, 648  szt.), jednakże nie są już one produkowane. Użytkowanych jest również ponad 500 amerykańskich M113. Bojowy wóz piechoty ASCOD (zaprojektowany we współpracy z Austrią), został wyprodukowany w Hiszpanii w ilości 261 szt, jednakże ze względów finansowych obecnie służy 117 tych pojazdów. W użytkowaniu jest również ponad 1500 produkowanych w Hiszpanii terenowych pojazdów wojskowych URO VAMTAC.